# Futbol'nyj Klub Dynamo Kyïv 2014-2015
Questa voce raccoglie le informazioni riguardanti il Futbol'nyj Klub Dynamo Kyïv, meglio conosciuta come Dinamo Kiev, nelle competizioni ufficiali della stagione 2014-2015.

## Stagione
La squadra è allenata dall'ex attaccante della Dinamo e della nazionale ucraina Serhij Rebrov, che l'anno precedente ricopriva il ruolo di vice-allenatore. Il primo impegno ufficiale della Dinamo Kiev è la partita di Supercoppa d'Ucraina contro i campioni nazionali dello Šachtar, in virtù della vittoria in Coppa d'Ucraina l'anno precedente. La partita, svoltasi il 22 luglio, vede vittoriosa la squadra di Mircea Lucescu per 2-0.

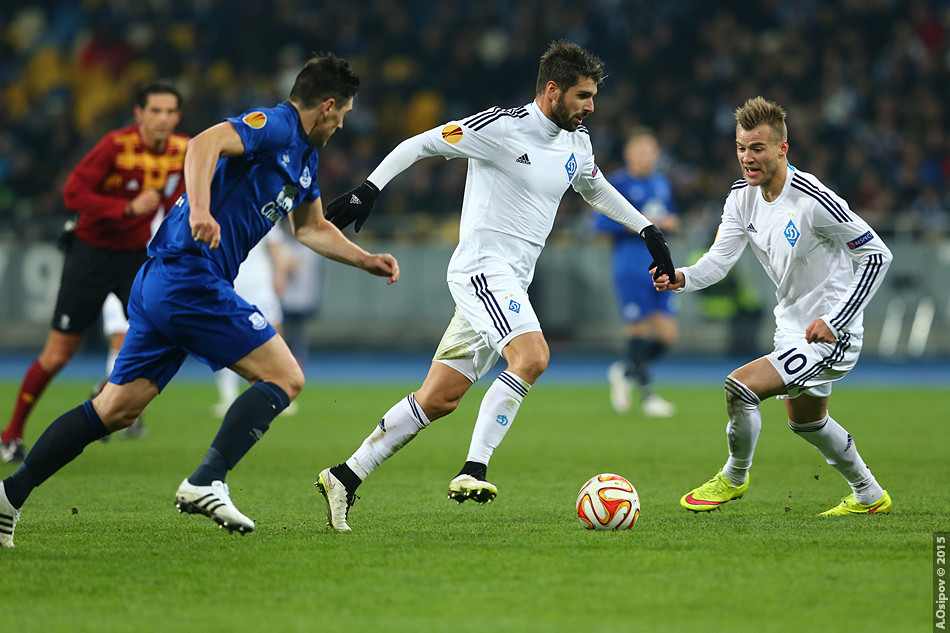
Azione di gioco durante la sfida contro l'Everton, in Europa League.

In campionato i bianchi partono subito forte e alla 10ª giornata sono in testa da soli, scavalcando il Dnipro. Al termine del girone d'andata la Dinamo Kiev è campione d'inverno, imbattuta a cinque punti dallo Šachtar. Il 17 maggio grazie alla vittoria per 1-0 sul Dnipro la Dinamo vince il suo 14º scudetto; il primo dopo cinque anni di dominio dello Šachtar Donec'k. Inoltre si tratta del terzo campionato ucraino vinto senza sconfitte.
In Europa League, in virtù del coefficiente per club alto, la squadra ucraina inizia direttamente dalla fase a gironi. Viene inclusa nel gruppo J e si classifica al primo posto, vincendo cinque gare e perdendo solo con l'Aalborg. Ai sedicesimi di finale vengono sorteggiati i francesi del Guingamp. La squadra di Kiev si aggiudica il doppio confronto con un risultato complessivo di 4-3. Agli ottavi vengono sorteggiati gli inglesi dell'Everton. Con un risultato complessivo di 6-4 la Dinamo si qualifica ai quarti e nella gara di ritorno stabilisce un nuovo record di spettatori in Europa League. A Nyon viene sorteggiata la squadra italiana della Fiorentina come avversario per i quarti di finale. Contro i viola si infrangono i sogni europei della squadra di Kiev, che perde il doppio confronto con un risultato complessivo di 3-1.
In Coppa d'Ucraina, da campione in carica, la Dinamo vince le prime cinque partite giocate. In semifinale contro l'Olimpik Donec'k arriva il primo pareggio (0-0). Archiviata la pratica al ritorno (4-1), in finale affronta lo Šachtar. I bianchi di Kiev si aggiudicano la coppa per il secondo anno consecutivo battendo lo Šachtar in finale, stavolta ai calci di rigore per 5-4, dopo che i tempi supplementari si erano conclusi sullo 0-0.

## Maglie e sponsor

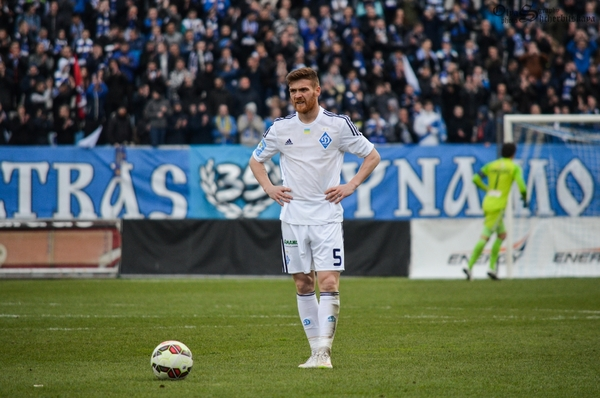
Antunes con la divisa casalinga

Lo sponsor tecnico è Adidas, mentre quello ufficiale è Nadra Bank.
|  | Casa |  | Trasferta |

## Rosa
Rosa e numerazione, tratte dal sito ufficiale della Dynamo Kyïv.

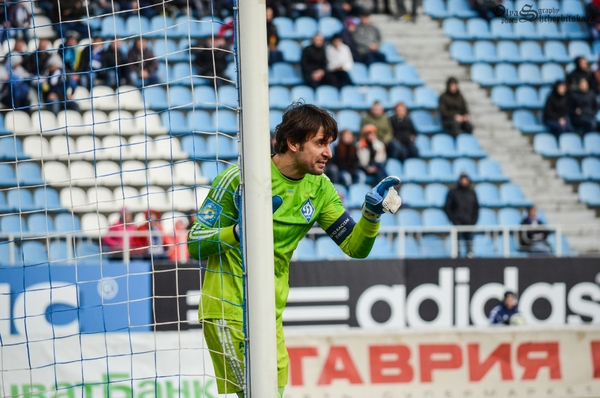
Oleksandr Šovkovs'kyj, il capitano della Dinamo Kiev

| N. |                        | Ruolo | Calciatore                       |
| -- | ---------------------- | ----- | -------------------------------- |
| 1  | Ucraina (bandiera)     | P     | Oleksandr Šovkovs'kyj (capitano) |
| 2  | Brasile (bandiera)     | D     | Danilo Silva                     |
| 3  | Ucraina (bandiera)     | D     | Jevhen Selin                     |
| 4  | Portogallo (bandiera)  | C     | Miguel Veloso                    |
| 5  | Portogallo (bandiera)  | D     | Vitorino Antunes                 |
| 6  | Austria (bandiera)     | D     | Aleksandar Dragović              |
| 7  | Paesi Bassi (bandiera) | A     | Jeremain Lens                    |
| 9  | Ucraina (bandiera)     | C     | Roman Bezus                      |
| 10 | Ucraina (bandiera)     | A     | Andrij Jarmolenko                |
| 16 | Ucraina (bandiera)     | C     | Serhij Sydorčuk                  |
| 17 | Ucraina (bandiera)     | C     | Serhij Rybalka                   |
| 19 | Ucraina (bandiera)     | C     | Denys Harmaš                     |
| 20 | Ucraina (bandiera)     | C     | Oleh Husjev (vice capitano)      |
| 22 | Ucraina (bandiera)     | A     | Artem Kravec'                    |
| 23 | Ucraina (bandiera)     | P     | Oleksandr Rybka                  |

| N. |                         | Ruolo | Calciatore            |
| -- | ----------------------- | ----- | --------------------- |
| 24 | Croazia (bandiera)      | D     | Domagoj Vida          |
| 25 | Nigeria (bandiera)      | C     | Lukman Haruna         |
| 26 | Ucraina (bandiera)      | D     | Mykyta Burda          |
| 27 | Ucraina (bandiera)      | D     | Jevhen Makarenko      |
| 28 | Ucraina (bandiera)      | C     | Jevhen Čumak          |
| 29 | Ucraina (bandiera)      | C     | Vitalij Bujal's'kij   |
| 30 | Brasile (bandiera)      | D     | Betão                 |
| 34 | Ucraina (bandiera)      | D     | Jevhen Chačeridi      |
| 35 | Ucraina (bandiera)      | P     | Maksym Koval'         |
| 45 | Ucraina (bandiera)      | C     | Vladyslav Kalytvyncev |
| 72 | Ucraina (bandiera)      | P     | Artur Rudko           |
| 77 | Ucraina (bandiera)      | C     | Andrij Curikov        |
| 85 | RD del Congo (bandiera) | A     | Dieumerci Mbokani     |
| 90 | Marocco (bandiera)      | C     | Younès Belhanda       |
| 91 | Polonia (bandiera)      | A     | Łukasz Teodorczyk     |

## Organigramma societario
Dal sito internet ufficiale della società.
Area tecnica
- Allenatore: Serhij Rebrov
- Allenatore in seconda: Raul Ruiz

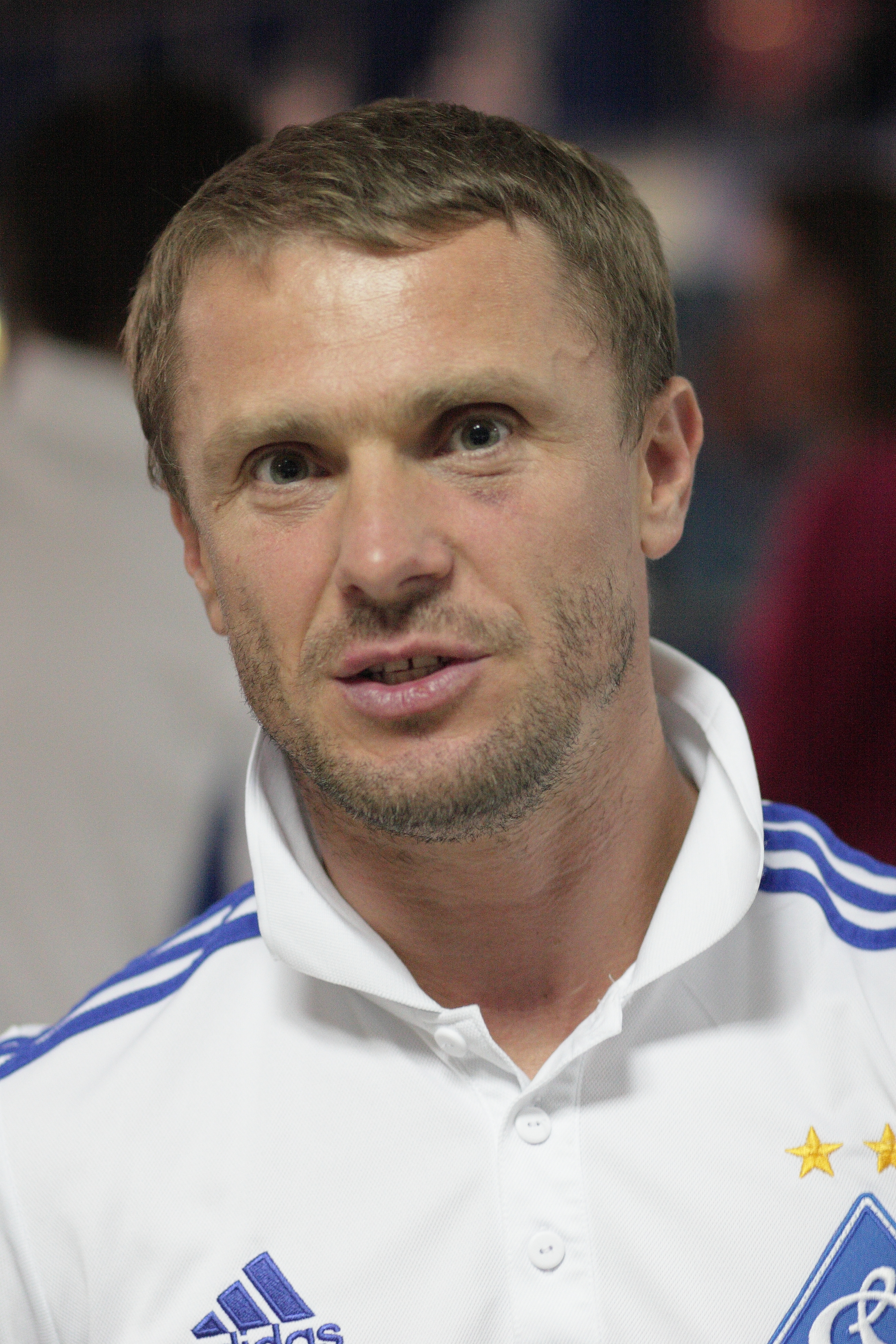
L'allenatore della Dinamo Kiev, Serhij Rebrov

- Allenatore in terza: Serhij Fedorov
- Preparatore dei portieri: Mychajlo Mychajlov
- Preparatori atletici: Vytalii Kulyba, Volodymyr Yarmoshuk

Area sanitaria
- Fisioterapisti: Volodymyr Malyuta, Leonid Myronov, Andrii Shmorgun
- Staff medico: Serhii Myronenko, Pavlo Shvydkyi, Andrii Sobchenko, Anatolii Sosynovich, Vasyl Yashchenko

Area marketing
- Gruppo analitico: Olexandr Kozlov, Anatolii Kroshchenko

Area direttiva
- Amministrazione: Olexandr Chubarov, Viktor Kashpour, Anatolii Pashkovskyi, Pylyp Repetylo

## Risultati

### Prem"jer-liha

#### Girone d'andata
| Arbitro: | Kozyk (Mukačevo) |

|           |           |  |
| Bezus 10’ | Marcatori |  |

| Arbitro: | Žabčenko (Simferopoli) |

|                   |           |                                   |
| Xavier 60’ (rig.) | Marcatori | 14’ Kravec' 44’ (rig.) Jarmolenko |

| Kiev 9 agosto 2014, ore 19:30 EEST 3ª giornata | Dinamo Kiev               | 0 – 0 referto | Olimpik Donec'k | Olimpiiskyi (14 180 spett.)\| Arbitro: \| Holovkov (Dnipropetrovsk) \| |
| Arbitro:                                       | Holovkov (Dnipropetrovsk) |               |                 |                                                                        |

| Arbitro: | Moseičuk (Černivci) |

|              |           |                                 |
| Yavorsky 65’ | Marcatori | 6’, 58’, 87’ Kravec' 54’ Husjev |

| Arbitro: | Možarovs'kyj (Leopoli) |

|                     |           |  |
| Jarmolenko 20’, 85’ | Marcatori |  |

| Arbitro: | Abdula (Charkiv) |

|                                     |           |                            |
| Khomchenovskyi 24’ Ljubenović 90+3’ | Marcatori | 54’ Teodorczyk 88’ Kravec' |

| Arbitro: | Truchanov (Charkiv) |

|                                              |           |           |
| Jarmolenko 18’, 61’ Lens 35’ Kalytvyncev 85’ | Marcatori | 75’ Žunić |

| Arbitro: | Možarovs'kyj (Leopoli) |

|          |           |  |
| Vida 71’ | Marcatori |  |

| Arbitro: | Vaks (Chmel'nyc'kyj) |

|  |           |                                              |
|  | Marcatori | 12’ Kravec' 43’ Sydorčuk 46’ Lens 80’ Husjev |

| Arbitro: | Žabčenko (Simferopoli) |

|                                        |           |  |
| Mbokani 16’ Jarmolenko 40’ Kravec' 83’ | Marcatori |  |

| Arbitro: | Švecov (Odessa) |

|  |           |                                     |
|  | Marcatori | 28’ Lens 40’ Jarmolenko 83’ Kravec' |

| Kiev 9 novembre 2014, ore 19:30 EST 10ª giornata | Dinamo Kiev         | 0 – 0 referto | Karpaty | Olimpiiskyi (14 369 spett.)\| Arbitro: \| Moseičuk (Černivci) \| |
| Arbitro:                                         | Moseičuk (Černivci) |               |         |                                                                  |

| Arbitro: | Truchanov (Charkiv) |

|                        |           |                                           |
| Platon 50’ Orelesi 72’ | Marcatori | 41’ Jarmolenko 56’, 90+3’ Lens 61’ Miguel |

#### Girone di ritorno
| Arbitro: | Švecov (Odessa) |

|  |           |                                 |
|  | Marcatori | 53’ Jarmolenko 62’, 67’ Mbokani |

| Arbitro: | Švecov (Odessa) |

|                                          |           |  |
| Belhanda 52’ Bujal's'kij 79’ Čumak 90+4’ | Marcatori |  |

| Arbitro: | Kozyk (Mukačevo) |

|  |           |             |
|  | Marcatori | 90+4’ Burda |

| Arbitro: | Holovkov (Dnipropetrovs'k) |

|                                                                         |           |  |
| Jarmolenko 37’ (rig.), 62’ Zubkov 53’ (aut.) Teodorczyk 79’ Antunes 83’ | Marcatori |  |

| Arbitro: | Žabčenko (Simferopoli) |

|  |           |                           |
|  | Marcatori | 49’ Husjev 76’ Teodorczyk |

| Arbitro: | Kozyk (Mukačevo) |

|                        |           |                               |
| Kravec' 4’ Rybalka 35’ | Marcatori | 9’ Pyljavs'kyj 68’ Ljubenović |

| Arbitro: | Švecov (Odessa) |

|                    |           |                                  |
| Bicfalvi 6’ (rig.) | Marcatori | 65’, 69’ Kravec' 73’ Bujal's'kij |

| Leopoli 26 aprile 2015, ore 19:30 EST 21ª giornata | Šachtar                | 0 – 0 referto | Dinamo Kiev | Arena L'viv (32 509 spett.)\| Arbitro: \| Žabčenko (Simferopoli) \| |
| Arbitro:                                           | Žabčenko (Simferopoli) |               |             |                                                                     |

| Arbitro: | Romanov (Dnipropetrovsk) |

|                                                                                          |           |  |
| Kravec' 12’, 28’ Hlušyc'kyj 20’ (aut.) Jarmolenko 30’ (rig.) Sydorčuk 40’ Teodorczyk 73’ | Marcatori |  |

| Arbitro: | Vaks (Chmel'nyc'kyj) |

|  |           |                                                                            |
|  | Marcatori | 9’, 27’ Jarmolenko 45+2’ Chačeridi 50’ Kravec' 58’ Belhanda 77’ Teodorczyk |

| Arbitro: | Žabčenko (Simferopoli) |

|          |           |  |
| Vida 84’ | Marcatori |  |

| Arbitro: | Derdo (Odessa) |

|  |           |             |
|  | Marcatori | 58’ Kravec' |

| Arbitro: | Paskhal (Cherson) |

|                                |           |                           |
| Sydorčuk 11’ Rudyka 67’ (aut.) | Marcatori | 58’ Platon 90’ Kaplijenko |

### Coppa d'Ucraina

#### Turni preliminari
| Arbitro: | Hryso (Leopoli) |

|              |           |                                         |
| Bacula 90+1’ | Marcatori | 2’ Kravec' 12’ Kalytvyncev 66’ Dragović |

#### Fase finale
| Arbitro: | Yurij (Chmel'nyc'kyj) |

|  |           |               |
|  | Marcatori | 4’ Teodorczyk |

| Arbitro: | Ivanov (Donec'k) |

|              |           |  |
| Husjev 90+1’ | Marcatori |  |

| Arbitro: | Možarovs'kyj (Leopoli) |

|               |           |                               |
| Kamenyuka 50’ | Marcatori | 12’ (rig.) Husjev 33’ Kravec' |

| Arbitro: | Truchanov (Charkiv) |

|                             |           |  |
| Belhanda 32’ Teodorczyk 41’ | Marcatori |  |

| Kiev 29 aprile 2015, ore 20:00 EET Semifinale – Andata | Olimpik Donec'k      | 0 – 0 referto | Dinamo Kiev | Dynamo Lobanovs'kyj (8 500 spett.)\| Arbitro: \| Vaks (Chmel'nyc'kyj) \| |
| Arbitro:                                               | Vaks (Chmel'nyc'kyj) |               |             |                                                                          |

| Arbitro: | Romanov (Dnipropetrovsk) |

|                                          |           |                |
| Miguel 4’, 53’ Jarmolenko 37’ Lens 90+2’ | Marcatori | 76’ Dytjat'jev |

| Arbitro: | Možarovs'kyj (Leopoli) |

|                                                              |                      |                                                           |
| Miguel Dragović Antunes Husjev Jarmolenko Belhanda Chačeridi | Tiri di rigore 5 – 4 | Srna Luiz Adriano Costa Taison Rakyc'kyj Teixeira Hladkyi |

### Europa League

#### Fase a gironi
| Arbitro: | Johannesson |

|  |           |                                         |
|  | Marcatori | 20’ Jarmolenko 25’ Belhanda 70’ Kravec' |

| Arbitro: | Schörgenhofer |

|                                             |           |             |
| Jarmolenko 40’ Kravec' 66’ Teodorczyk 90+1’ | Marcatori | 89’ Rusescu |

| Arbitro: | Studer |

|                                   |           |  |
| Enevoldsen 11’ Thomsen 39’, 90+1’ | Marcatori |  |

| Arbitro: | Kul'bakoŭ |

|                       |           |  |
| Vida 70’ Husjev 90+3’ | Marcatori |  |

| Arbitro: | Harald Hagen |

|                     |           |  |
| Lens 53’ Veloso 78’ | Marcatori |  |

| Arbitro: | Oliver |

|  |           |                           |
|  | Marcatori | 71’ Jarmolenko 90+4’ Lens |

#### Fase a eliminazione diretta
| Arbitro: | Vinčić |

|                        |           |            |
| Beauvue 72’ Diallo 75’ | Marcatori | 19’ Miguel |

| Arbitro: | Strömbergsson |

|                                                  |           |              |
| Teodorczyk 31’ Bujal's'kij 46’ Husjev 75’ (rig.) | Marcatori | 66’ Mandanne |

| Arbitro: | Velasco Carballo |

|                                |           |            |
| Naismith 39’ Lukaku 82’ (rig.) | Marcatori | 14’ Husjev |

| Arbitro: | Aytekin |

|                                                                 |           |                         |
| Jarmolenko 21’ Teodorczyk 35’ Miguel 37’ Husjev 56’ Antunes 76’ | Marcatori | 29’ Lukaku 82’ Jagielka |

| Arbitro: | Marciniak |

|          |           |               |
| Lens 36’ | Marcatori | 90+2’ Babacar |

| Arbitro: | Eriksson |

|                        |           |  |
| Gómez 43’ Vargas 90+3’ | Marcatori |  |

### Supercoppa
| Arbitro: | Možarovs'kyj (Leopoli) |

|                          |           |  |
| Hladkyj 75’ Marlos 90+3’ | Marcatori |  |

## Statistiche

### Statistiche di squadra
| Competizione         | Punti | In casa | In casa | In casa | In casa | In casa | In casa | In trasferta | In trasferta | In trasferta | In trasferta | In trasferta | In trasferta | Totale | Totale | Totale | Totale | Totale | Totale | DR  |
| Competizione         | Punti | G       | V       | N       | P       | Gf      | Gs      | G            | V            | N            | P            | Gf           | Gs           | G      | V      | N      | P      | Gf     | Gs     | DR  |
| -------------------- | ----- | ------- | ------- | ------- | ------- | ------- | ------- | ------------ | ------------ | ------------ | ------------ | ------------ | ------------ | ------ | ------ | ------ | ------ | ------ | ------ | --- |
| Prem"jer-liha        | 66    | 13      | 9       | 4       | 0       | 30      | 5       | 13           | 11           | 2            | 0            | 35           | 7            | 26     | 20     | 6      | 0      | 65     | 12     | +53 |
| Coppa d'Ucraina      | -     | 3       | 3       | 0       | 0       | 7       | 1       | 4            | 3            | 1            | 0            | 6            | 2            | 8      | 6      | 2      | 0      | 13     | 3      | +10 |
| UEFA Europa League   | 15    | 6       | 5       | 1       | 0       | 16      | 5       | 6            | 2            | 0            | 4            | 7            | 9            | 12     | 7      | 1      | 4      | 23     | 14     | +9  |
| Supercoppa d'Ucraina | -     | -       | -       | -       | -       | -       | -       | -            | -            | -            | -            | -            | -            | 1      | 0      | 0      | 1      | 0      | 2      | -2  |
| Totale               | 81    | 22      | 17      | 5       | 0       | 53      | 11      | 23           | 16           | 3            | 4            | 48           | 18           | 47     | 33     | 9      | 5      | 101    | 31     | +70 |

### Statistiche dei giocatori
In corsivo i calciatori che hanno lasciato la squadra a stagione in corso.
| Giocatore        | Prem"jer-liha | Prem"jer-liha | Prem"jer-liha | Prem"jer-liha | Coppa d'Ucraina | Coppa d'Ucraina | Coppa d'Ucraina | Coppa d'Ucraina | Europa League | Europa League | Europa League | Europa League | Supercoppa d'Ucraina | Supercoppa d'Ucraina | Supercoppa d'Ucraina | Supercoppa d'Ucraina | Totale   | Totale | Totale      | Totale     |
| Giocatore        | Presenze      | Reti          | Ammonizioni   | Espulsioni    | Presenze        | Reti            | Ammonizioni     | Espulsioni      | Presenze      | Reti          | Ammonizioni   | Espulsioni    | Presenze             | Reti                 | Ammonizioni          | Espulsioni           | Presenze | Reti   | Ammonizioni | Espulsioni |
| ---------------- | ------------- | ------------- | ------------- | ------------- | --------------- | --------------- | --------------- | --------------- | ------------- | ------------- | ------------- | ------------- | -------------------- | -------------------- | -------------------- | -------------------- | -------- | ------ | ----------- | ---------- |
| O. Andrijevs'kyj | 1             | 0             | 0             | 0             | 1               | 0               | 0               | 0               | 0             | 0             | 0             | 0             | 0                    | 0                    | 0                    | 0                    | 2        | 0      | 0           | 0          |
| V. Antunes       | 8             | 1             | 2             | 0             | 3               | 0               | 0               | 0               | 6             | 1             | 1             | 0             | 0                    | 0                    | 0                    | 0                    | 17       | 2      | 3           | 0          |
| Y. Belhanda      | 24            | 2             | 3             | 0             | 7               | 1               | 1               | 0               | 9             | 1             | 1             | 1             | 1                    | 0                    | 1                    | 0                    | 41       | 4      | 6           | 1          |
| Betão            | 0             | 0             | 0             | 0             | 3               | 0               | 0               | 0               | 0             | 0             | 0             | 0             | 0                    | 0                    | 0                    | 0                    | 3        | 0      | 0           | 0          |
| R. Bezus         | 9             | 1             | 1             | 0             | 2               | 0               | 0               | 0               | 0             | 0             | 0             | 0             | 1                    | 0                    | 1                    | 0                    | 12       | 1      | 2           | 0          |
| V. Bujal's'kij   | 11            | 2             | 2             | 0             | 5               | 0               | 0               | 1               | 7             | 1             | 1             | 0             | 0                    | 0                    | 0                    | 0                    | 23       | 3      | 3           | 1          |
| M. Burda         | 4             | 1             | 0             | 0             | 3               | 0               | 0               | 0               | 6             | 0             | 3             | 0             | 0                    | 0                    | 0                    | 0                    | 13       | 1      | 3           | 0          |
| J. Chačeridi     | 13            | 1             | 1             | 0             | 6               | 0               | 2               | 0               | 7             | 0             | 1             | 0             | 0                    | 0                    | 0                    | 0                    | 26       | 1      | 4           | 0          |
| J. Čumak         | 2             | 1             | 0             | 0             | 2               | 0               | 0               | 0               | 3             | 0             | 0             | 0             | 0                    | 0                    | 0                    | 0                    | 7        | 1      | 0           | 0          |
| Danilo Silva     | 25            | 0             | 3             | 0             | 3               | 0               | 0               | 0               | 10            | 0             | 1             | 0             | 1                    | 0                    | 1                    | 0                    | 39       | 0      | 5           | 0          |
| A. Dragović      | 24            | 0             | 5             | 0             | 6               | 1               | 3               | 0               | 10            | 0             | 3             | 1             | 1                    | 0                    | 0                    | 0                    | 41       | 1      | 11          | 1          |
| D. Harmaš        | 6             | 0             | 1             | 0             | 3               | 0               | 2               | 0               | 1             | 0             | 0             | 0             | 0                    | 0                    | 0                    | 0                    | 10       | 0      | 3           | 0          |
| L. Haruna        | 3             | 0             | 0             | 0             | 0               | 0               | 0               | 0               | 0             | 0             | 0             | 0             | 1                    | 0                    | 0                    | 0                    | 4        | 0      | 0           | 0          |
| O. Husjev        | 17            | 3             | 0             | 0             | 7               | 2               | 0               | 0               | 9             | 4             | 1             | 0             | 1                    | 0                    | 0                    | 0                    | 34       | 9      | 1           | 0          |
| A. Jarmolenko    | 26            | 14            | 3             | 0             | 5               | 1               | 1               | 0               | 11            | 4             | 0             | 1             | 1                    | 0                    | 1                    | 0                    | 43       | 19     | 5           | 1          |
| V. Kalytvyncev   | 6             | 1             | 0             | 0             | 3               | 1               | 0               | 0               | 5             | 0             | 0             | 0             | 1                    | 0                    | 0                    | 0                    | 15       | 2      | 0           | 0          |
| M. Koval'        | 0             | 0             | 0             | 0             | 0               | 0               | 0               | 0               | 0             | 0             | 0             | 0             | 0                    | 0                    | 0                    | 0                    | 0        | 0      | 0           | 0          |
| A. Kravec'       | 24            | 15            | 2             | 0             | 5               | 2               | 1               | 0               | 10            | 2             | 2             | 0             | 1                    | 0                    | 0                    | 0                    | 40       | 19     | 5           | 0          |
| J. Lens          | 21            | 5             | 3             | 0             | 6               | 1               | 0               | 0               | 10            | 3             | 1             | 1             | 0                    | 0                    | 0                    | 0                    | 37       | 9      | 4           | 1          |
| J. Makarenko     | 7             | 0             | 2             | 0             | 2               | 0               | 0               | 0               | 1             | 0             | 0             | 0             | 1                    | 0                    | 0                    | 0                    | 11       | 0      | 2           | 0          |
| D. Mbokani       | 8             | 3             | 1             | 0             | 1               | 0               | 0               | 0               | 3             | 0             | 1             | 0             | 1                    | 0                    | 1                    | 0                    | 13       | 3      | 3           | 0          |
| Miguel           | 14            | 1             | 0             | 0             | 5               | 2               | 0               | 0               | 9             | 3             | 1             | 0             | 0                    | 0                    | 0                    | 0                    | 28       | 6      | 1           | 0          |
| B. Mychajličenko | 1             | 0             | 0             | 0             | 1               | 0               | 0               | 0               | 0             | 0             | 0             | 0             | 0                    | 0                    | 0                    | 0                    | 2        | 0      | 0           | 0          |
| A. Rudko         | 0             | 0             | 0             | 0             | 0               | 0               | 0               | 0               | 0             | 0             | 0             | 0             | 0                    | 0                    | 0                    | 0                    | 0        | 0      | 0           | 0          |
| S. Rybalka       | 22            | 1             | 4             | 1             | 7               | 0               | 0               | 1               | 11            | 0             | 5             | 0             | 1                    | 0                    | 0                    | 0                    | 41       | 1      | 9           | 2          |
| O. Rybka         | 8             | -3            | 0             | 0             | 6               | -3              | 0               | 0               | 3             | -4            | 0             | 0             | 0                    | 0                    | 0                    | 0                    | 17       | -10    | 0           | 0          |
| J. Selin         | 2             | 0             | 0             | 0             | 0               | 0               | 0               | 0               | 1             | 0             | 0             | 0             | 0                    | 0                    | 0                    | 0                    | 3        | 0      | 0           | 0          |
| S. Sydorčuk      | 22            | 3             | 4             | 1             | 6               | 0               | 2               | 0               | 11            | 0             | 4             | 0             | 0                    | 0                    | 0                    | 0                    | 39       | 3      | 10          | 1          |
| O. Šovkovs'kyj   | 18            | -9            | 1             | 0             | 2               | 0               | 0               | 0               | 9             | -10           | 0             | 0             | 1                    | -2                   | 0                    | 0                    | 30       | -21    | 1           | 0          |
| Ł. Teodorczyk    | 13            | 5             | 0             | 0             | 5               | 2               | 0               | 0               | 6             | 3             | 0             | 0             | 0                    | 0                    | 0                    | 0                    | 24       | 10     | 0           | 0          |
| A. Tsurikov      | 0             | 0             | 0             | 0             | 1               | 0               | 0               | 0               | 0             | 0             | 0             | 0             | 0                    | 0                    | 0                    | 0                    | 1        | 0      | 0           | 0          |
| D. Vida          | 20            | 2             | 5             | 0             | 6               | 0               | 1               | 0               | 10            | 1             | 4             | 0             | 1                    | 0                    | 0                    | 0                    | 37       | 3      | 10          | 0          |